# Кобер, Джефф
Джефф Ко́бер (англ. Jeff Kober; род. 18 декабря 1953, Биллингс, Монтана) — американский актёр кино и телевидения. Известен по сериалу «Чайна-Бич».
Номинант на дневную премию «Эмми».

## Биография
Джефф Кобер родился 18 декабря 1953 года в городе Биллингс (Монтана, США). Дебют актёра состоялся на телевидении в 1985 году — он исполнил небольшую роль в одном эпизоде сериала «В». Год спустя зрители впервые смогли увидеть Кобера на широком экране — в фильме «Слишком серьёзная игра».

## Избранная фильмография

### Широкий экран
- 1986 — Слишком серьёзная игра[англ.] / Out of Bounds — Рой Гэддис
- 1988 — Нация пришельцев / Alien Nation — Джош Стрейдер
- 1988 — Везучка / Lucky Stiff — Айк
- 1990 — Первая сила / The First Power — Патрик Ченнинг, маньяк-убийца
- 1991 — Сессионный музыкант[англ.] / Session Man — Дин Сторм (к/м)
- 1993 — Неизбежное отмщение / A Matter of Justice — Толбот
- 1995 — Танкистка / Tank Girl — Буга
- 1996 — Этакий крутой ублюдок[англ.] / One Tough Bastard — Маркус
- 1997 — Правила игры[англ.] / The Maker — Рубикон Безики
- 1999 — Инферно / Inferno — Бесерко
- 2000 — Погоня за украденной боеголовкой[англ.] / Militia — Том Джеффрис
- 2002 — С меня хватит / Enough — агент ФБР
- 2003 — Одиночка / A Man Apart — Помона Джо
- 2004 — Идальго / Hidalgo — сержант в поселении Уаундед-Ни[англ.]
- 2007 — У холмов есть глаза 2 / The Hills Have Eyes 2 — полковник Линкольн Реддинг
- 2012 — Проклятие моей матери / The Guilt Trip — Джимми
- 2016 — Чудо на Гудзоне / Sully — лейтенант Кук
- 2018 — Не оставляй следов / Leave No Trace — Уолтерс

### Телевидение
- 1986—1987 — Фэлкон Крест / Falcon Crest — Гай Стаффорд (в 7 эпизодах)
- 1987 — Раскалённая лагуна / Laguna Heat — Вик Хармон
- 1988—1991 — Чайна-Бич / China Beach — сержант Эван «Доджер» Уинслоу (в 57 эпизодах)
- 1992 — Одинокое правосудие / Ned Blessing: The True Story of My Life — Торс Бакнер
- 1993 — Рискованное спасение: История Кэти Махони / Desperate Rescue: The Cathy Mahone Story — Дж. Д. Робертс
- 1993 — Секретные материалы / The X-Files — Медведь (в эпизоде «Лёд»)
- 1994, 1997 — Крутой Уокер: Правосудие по-техасски / Walker, Texas Ranger — разные роли (в 3 эпизодах)
- 1996 — Клан / Kindred: The Embraced — вампир Дэдалус (в 8 эпизодах)
- 1998 — Война Логана / Logan's War: Bound by Honor — Сэл Меркадо
- 1999, 2001—2002 — Баффи — истребительница вампиров / Buffy the Vampire Slayer — разные роли (в 4 эпизодах)
- 2000 — Американская трагедия / American Tragedy — Билл Пэйвлик
- 2001 — Бермудский треугольник / Lost Voyage — Дазингер
- 2005 — Долгий путь[англ.] / Love's Long Journey — Мейсон
- 2008 — Крутые стволы[англ.] / Aces 'N' Eights — Тейт
- 2009 — Починка заборов[англ.] / Mending Fences — Джек Норрис-мл.
- 2009—2013 — Сыны анархии / Sons of Anarchy — Джейкоб Хейл-мл. (в 18 эпизодах)
- 2012 — Новенькая / New Girl — Реми (в 3 эпизодах)
- 2014 — Ходячие мертвецы / The Walking Dead — Джо (в 4 эпизодах 4-го сезона)

### Прочие работы
- 1996 — Тротиловая школа[англ.] / Demolition High — Лютер (в/ф)
- 2015 — Корона / Crown (видеоклип Хуан Цзытао)